# Mapa celeste de Dunhuang

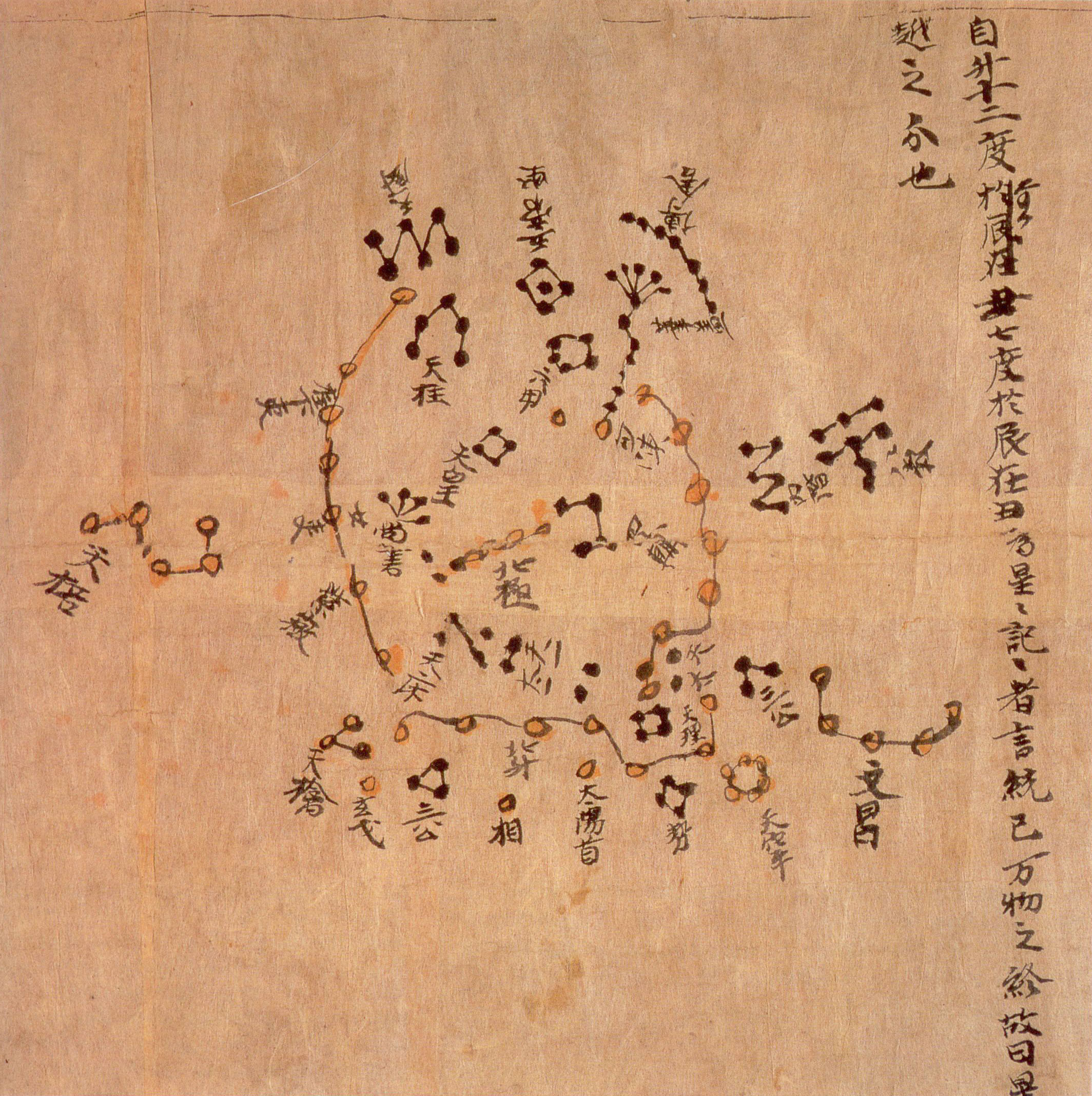
Detall del mapa que mostra la regió polar (Biblioteca britànica, O.8210/S.3326). Aquest mapa es va fer al voltant de l'any 700, en el regnat d'emperador Zhogzong dels Tang (705-710). Les constel·lacions de les tres escoles s'indicaven amb colors diferents: blanc, negre i groc per als estels de Wu Xian, Gan De, Shi Shen respectivament. El conjunt sencer sumava 1.300 estels

El mapa celeste de Dunhuang o carta de Dunhuang és una de les primeres representacions gràfiques de l'astronomia xinesa antiga; data del període de la dinastia Tang (618–907). Abans d'aquest mapa, molts dels estels esmentats als texts xinesos històrics havien estat qüestionats. El mapa proporciona una verificació gràfica dels estels observats i forma part d'una sèrie d'imatges dels manuscrits de Dunhuang. L'astronomia del mapa està explicada en un recurs educatiu en el lloc web del Projecte Internacional Dunhuang, que centra molta de la recerca feta sobre el mapa. El mapa de Dunhuang és la carta celeste més antiga del món preservada.

## Història
Al començament de la dècada de 1900, el monjo taoista Wang Yuanlu descobrí uns manuscrits en una cova tapiada dins les coves de Mogao. El rotllo amb els dibuixos d'estels fou trobat entre aquells documents per Aurel Stein quan examinà el contingut de la cova el 1907. Un dels primers esments públics del mapa en la literatura occidental prové de Joseph Needham, que el 1959 va publicar Ciència i civilització a la Xina. Des de llavors hi ha hagut diverses publicacions sobre el mapa, encara que majoritàriament d'origen xinés.

## Colors
Els símbols per als estels es divideixen en tres grups diferents, seguint les "tres escoles de tradició astronòmica" xinesa antiga.
| Color | Astrònom xinés  | Comentaris                                                                                           |
| ----- | --------------- | --- |
| Negre | Gan De (甘德)   | |
| Roig  | Shi Shen (石申) | |
| Blanc | Wu Xian (巫咸)  | Hi ha hagut incongruències en els seus treballs. És considerat l'astrònom que va precedir Gan i Shi. |
| Groc  | altres          | |